# Plaça dels Apòstols
La Plaça dels Apòstols és una plaça pública del municipi de Girona, situada a la banda sud de la Catedral de Girona, que forma part de l'Inventari del Patrimoni Arquitectònic de Catalunya.

## Història
Hi havia hagut les cases del clergat del capítol de la Catedral i un cementiri. Al principi del segle xvi s'enderrocaren els habitatges, el que donà lloc a la plaça, damunt una cisterna que a la part baixa mostra una font amb la Mare de Déu de la Pera, del 1785, i un pou arran del campanar. Una de les portes d'accés a la Catedral de Girona condueix a aquesta plaça, on és probable que hi hagués el porxo dels constructors de la catedral gòtica. La porta es va començar a construir el 1370, dirigida per Pere Sacoma, amb treballs d'escultura de Guillem Morell. A les dotze fornícules s'hi posaren figures amb onze apòstols i Sant Pau de terracota, fetes el 1458 pels imatgers Claperós. La major part de les figures foren destruïdes el 1936. El 1975 es varen construir les arquivoltes per tencar la portalada.